# Gonypetella ivoirensis
Gonypetella ivoirensis är en bönsyrseart som beskrevs av Gillon och Roger Roy 1969. Gonypetella ivoirensis ingår i släktet Gonypetella och familjen Mantidae. Inga underarter finns listade i Catalogue of Life.